# 安雅·安诺生
安雅·安诺生（丹麥語：Anja Andersen，1969年2月15日—），丹麦前女子手球运动员。她曾代表丹麦国家队参加1996年夏季奥林匹克运动会手球比赛，结果队伍获得一枚金牌。